# Cécile Cassel
Pour les articles homonymes, voir Cassel et Crochon.
Cécile Crochon, connue sous les noms d'artiste Cécile Cassel et HollySiz, est une actrice et chanteuse française, née le 25 juin 1982 à Paris.

## Biographie

### Origines et vie privée
Cécile Cassel, née Cécile Crochon, est la fille de l'acteur Jean-Pierre Cassel et d'Anne Célérier, et la demi-sœur de Vincent Cassel et de Mathias Cassel (alias Rockin' Squat).
Elle a été la compagne de l'acteur Gaspard Ulliel de 2005 à 2007 et de Raphaël Hamburger en 2009.

### Progression discrète comme actrice (années 2000)
Cécile Cassel fait du théâtre en prenant des cours avec la Compagnie Les Sales Gosses.
En 2000, à dix-huit ans, elle apparaît dans la série médicale de TF1 portée par Francis Huster, Le Grand Patron.
En 2002 elle se voit confier des rôles : elle joue la meilleure amie de l'héroïne du drame Vivante, incarnée par Vahina Giocante. Surtout, avec Alice Taglioni, elle seconde Mathieu Simonet et Aurélien Wiik, têtes d'affiche du drame La Bande du drugstore de François Armanet.
Durant les années 2000, elle enchaîne les seconds rôles dans des projets plus moins exposés : en 2004, elle joue en anglais dans l'avant-dernier épisode de la série télévisée Sex and the City ainsi que dans le drame de guerre Nous étions libres, avec Charlize Theron et Stuart Townsend.
En 2005, elle incarne Clémence dans la comédie dramatique Ma vie en l'air, première réalisation de Rémi Bezançon, aux côtés de Marion Cotillard et Vincent Elbaz. Elle retrouvera le réalisateur en 2008 pour son deuxième film, le drame applaudi Le Premier Jour du reste de ta vie. La même année, elle incarne Victoire, la collègue psychorigide de l'héroïne de la seconde saison de la série Clara Sheller, incarnée par Zoé Félix.
Parallèlement, elle fait confiance à d'autres jeunes réalisateurs : apparaissant en 2007 dans le court-métrage Acteur réalisé par Jocelyn Quivrin, puis en 2009 dans le long-métrage dramatique Je vais te manquer d'Amanda Sthers. Elle s'essaie aussi à l'italien en jouant dans le film Ex, de Fausto Brizzi, et en étant dirigée par Renzo Martinelli pour le téléfilm historique Barbarossa.
L'année 2011 est marquée par la sortie de deux longs-métrages révélant son virage vers l'univers de la musique : elle tient le troisième rôle de la comédie musicale Toi, moi, les autres, écrite et réalisée par Audrey Estrougo. Puis elle est la tête d'affiche du premier long-métrage d'Ange Leccia, Nuit bleue, artiste contemporaine corse.
Les années 2010 voient Cécile Cassel se consacrer quasi exclusivement à la musique.

### La révélation musicaleHollySiz(années 2010)

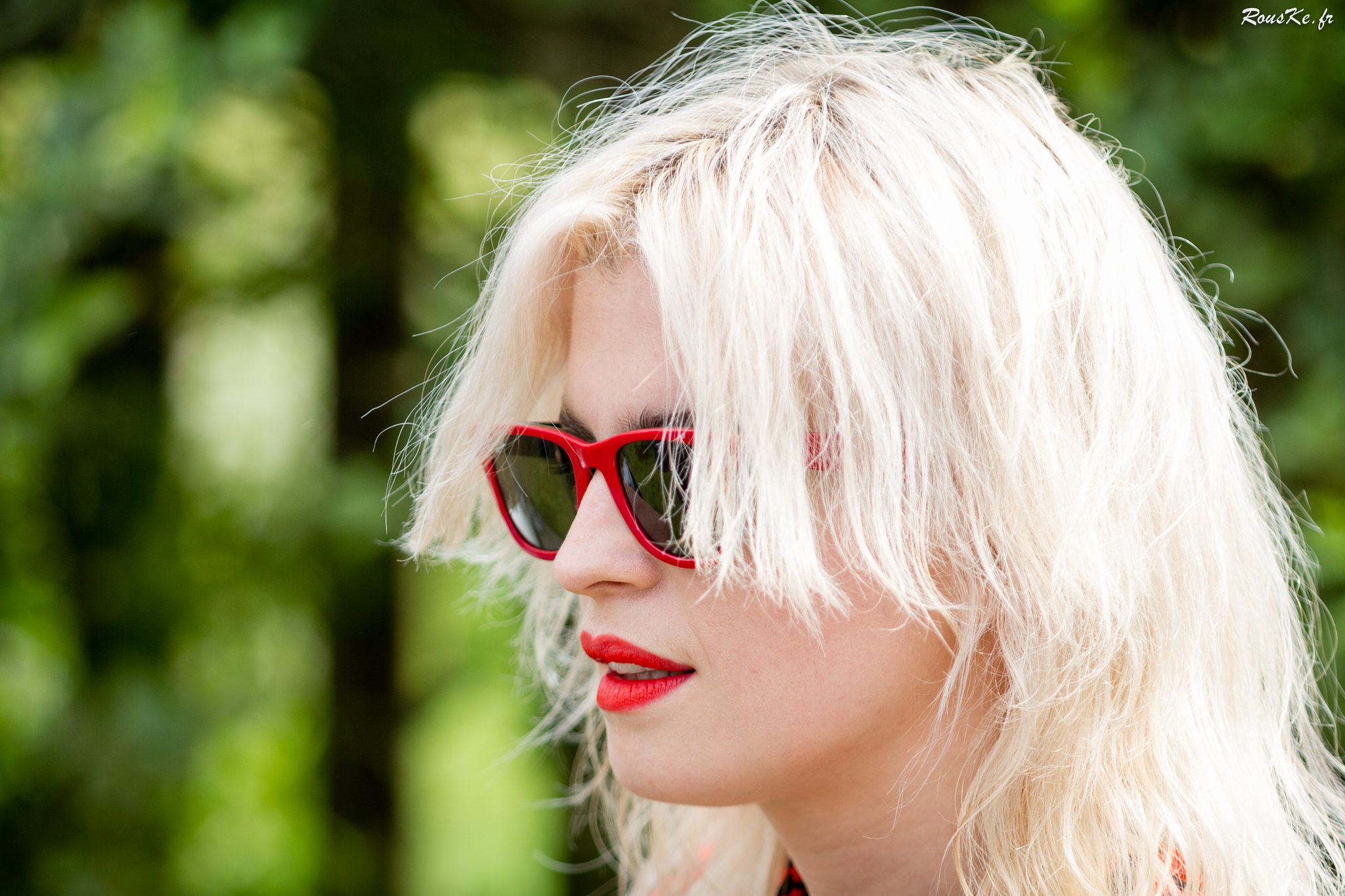
HollySiz au concert Solidays 2014.

En 2008, auteure, compositrice, interprète, elle se produit sous le nom de scène de Hollysiz. En 2010, elle chante en première partie de Yodelice, Julien Doré, Brigitte (Sylvie Hoarau et Aurélie Saada), à la Boule Noire, au Potemkine à Bruxelles, au Théâtre du Champ de Mars (dans le cadre des Bars en Trans, en 2011).
Le single Come Back to Me sort en 2013, extrait de son premier album signé Hollysiz, My Name Is. Elle part en tournée pour plus de 100 représentations en France, en Angleterre, en Belgique, en Italie et en Suisse.
Elle joue à la Cigale et à l'Olympia et fait la première partie d'Indochine, au Stade de France, en 2014. Elle joue à Rio au Brésil au cours du festival Planeta Ginga en décembre 2015.
Elle ne renonce pas totalement à la comédie : en 2012, elle seconde l'actrice Reem Kherici dans son premier essai en tant que scénariste-réalisatrice, la comédie de filles Paris à tout prix. Elle retrouve aussi le réalisateur Hugo Gélin, qui lui confie un second rôle dans le remarqué Comme des frères (2012), puis un caméo dans Demain tout commence (2016). Elle tient d'autres petits rôles dans des projets plus confidentiels. Seul film remarqué : la comédie franco-portugaise La Cage dorée, écrite et réalisée par Ruben Alves.
Sa carrière musicale l'expose bien davantage médiatiquement : en octobre 2017, elle signe son retour avec le single Fox dont elle réalise le clip.
En janvier 2018, elle sort son deuxième album : Rather Than Talking, porté par le single du même nom et un clip réalisé par Thibault Dumoulin.
En tournée dans toute la France en 2018, elle se produit de nouveau sur la scène de l'Olympia le 1er juin 2018. Le 19 décembre 2018, plus de 70 célébrités se mobilisent à l'appel de l'association Urgence Homophobie. Cécile Cassel est l'une d'elles et apparaît dans le clip de la chanson De l'amour.

## Filmographie

### Cinéma

#### Longs métrages
- 2001 : Boomer de Karim Adda : Coralie
- 2002 : Vivante de Sandrine Ray : Isa
- 2002 : La Bande du drugstore de François Armanet : Charlotte Stroessman
- 2003 : Sans elle... d'Anna da Palma : Punky
- 2004 : Pour le plaisir de Dominique Deruddere : Mireille, la majorette
- 2005 : Ma vie en l'air de Rémi Bezançon : Clémence
- 2005 : Foon de Benoît Pétré : une étudiante
- 2005 : Contre-sens de Pierre-Alfred Richard : Geneviève
- 2006 : Ô Jérusalem d'Élie Chouraqui : Jane
- 2007 : Les Amours d'Astrée et de Céladon d'Éric Rohmer : Léonide
- 2008 : Le Premier Jour du reste de ta vie de Rémi Bezançon : Prune
- 2009 : Ex de Fausto Brizzi : Monique
- 2009 : Je vais te manquer d'Amanda Sthers : Anna
- 2009 : Barbarossa de Renzo Martinelli : Béatrice de Bourgogne
- 2009 : My Last Five Girlfriends de Julian Kemp : Rhona
- 2011 : Toi, moi, les autres d'Audrey Estrougo : Alexandra
- 2011 : Nuit bleue d'Ange Leccia : Antonia
- 2012 : Comme des frères de Hugo Gélin : Jeanne
- 2012 : Paris à tout prix de Reem Kherici : Alexandra
- 2012 : It's Always : Amy
- 2013 : La Cage dorée de Ruben Alves : Romane
- 2013 : Hybris de Florent Cassiani-Ingoni : Morgane
- 2013 : Mae West de Charles Guérin Surville : Kerri
- 2016 : Demain tout commence de Hugo Gélin : l'hôtesse de l'air

#### Courts métrages
- 2002 : À l'abri des regards indiscrets de Hugo Gélin et Ruben Alves : la comédienne ratée
- 2003 : Le Pistolet de Thibaut de Corday : Sophie
- 2007 : Acteur de Jocelyn Quivrin
- 2007 : J'ai plein de projets de Karim Adda
- 2011 : Ô jeunesse de Sylvia Guillet : Mathilde
- 2011 : Les Filles du samedi d'Émilie Cherpitel : Eva
- 2014 : Je suis choisie de Marie Jardillier : Maxine
- 2016 : Parmi les sirènes de Marie Jardillier

### Télévision

#### Séries télévisées
- 2000 : Mes pires potes : Patricia
- 2001 : Le Grand patron : Julie Fresnay
- 2001 : Vertiges : Maryline
- 2001 : Salut la vie : Caroline
- 2003 : Sex and the City : Chloé Petrovsky
- 2007 : Clara Sheller : Victoire
- 2015 : Objectivement : La clef
- 2022 : Détox

#### Téléfilms
- 2001 : Justice de femme de Claude-Michel Rome : Karine
- 2003 : L'Adieu de François Luciani : Isabelle
- 2003 : Quand la mer se retire de Laurent Heynemann : Bérangère
- 2006 : On a volé la Joconde de Fabrizio Costa : Mariuccia
- 2007 : Les Mariées de l'isle Bourbon d'Euzhan Palcy : Louison
- 2008 : Rien dans les poches de Marion Vernoux : Anne
- 2008 : Coco Chanel de Christian Duguay : Gabrielle Dorziat
- 2009 : Sous un autre jour d'Alain Tasma : Joséphine

### Clips
- 2011 : Disque de lumière de Rockin' Squat, réalisé par Mohamed Mazouz et Mathias Cassel
- 2012 : Paris de Scratch Massive, réalisé par Zoe Cassavetes
- 2013 : Come Back To Me, réalisé par Hugo Gélin et HollySiz
- 2014 : Tricky Game, réalisé par Nicolas Benamou
- 2014 : The Light, réalisé par Benoît Pétré et tourné à Aulnoye-Aymeries.
- 2014 : Better Than Yesterday, réalisé par Hugo Gélin[5]
- 2017 : Fox, réalisé par Hollysiz
- 2018 : Rather Than Talking, réalisé par Thibault Dumoulin

## Musique
- 2013 : My Name Is[6],[7],[8]
- 2018 : Rather Than Talking
- 2021 : Thank you all I'm fine (EP)

## Théâtre
- 2004 : La Vie et des poussières de Simon Donald, lecture théâtre de l'Œuvre
- 2005 : Colette intime, lecture, mise en scène Christophe Correa, Festival de Grignan
- 2008 : Marie Barskhirtseff, l’étoile filante de Jean-Pierre Guéno, mise en scène Sally Mikaleff
- 2011 : Le 20 novembre de Lars Norén, mise en scène Jérémie Lippmann, théâtre de la Madeleine